# 野鉄砲

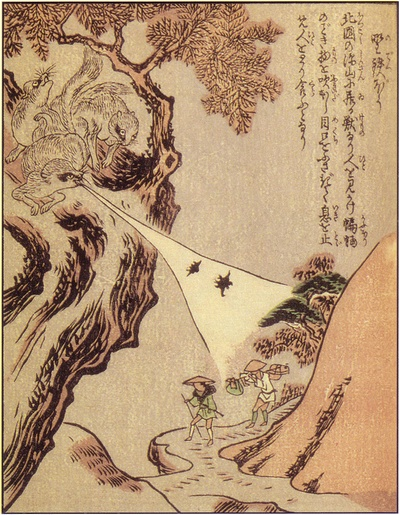
竹原春泉画『絵本百物語』より「野鉄砲」

野鉄砲（のでっぽう）は、江戸時代の奇談集『絵本百物語』にある妖怪。

## 概要
外見はタヌキ、リス、ムササビのようで、北国の山中の谷間や森の奥に棲んでいるという。『絵本百物語』の本文によると、夕暮れになると人を襲って生き血を吸うという。人を襲うときにはその人の視界を奪うというが、『絵本百物語』の本文によると自ら人の顔に覆いかぶさって目をふさぐとあり、同書の挿絵中の文章では、口からコウモリのようなものを放って人の顔にかぶせるとある（画像参照）。これらを防ぐためには、懐に巻耳を入れておくと視界を奪われずに済むという。
『絵本百物語』の本文によれば、猯（まみ）という獣が老いて妖怪化したものが野鉄砲であり、コウモリが老いて妖怪化した野衾と同一であるともいう。猯とは狸の異称だが、江戸時代の百科事典『和漢三才図会』では狸と猯は別々の獣とされている。また野衾とはムササビやモモンガのことでもあり、このムササビなどもまた猯と呼ばれたことがある。妖怪研究家・多田克己は、これらが混同された結果、野鉄砲は人を襲う際に自ら人にかぶさるのではなく、口からコウモリ状のものを放つという妖怪めいた伝承が生まれたとの説を唱えている。
また多田克己は一方で、野鉄砲は一反木綿の同種であり、人を襲う際には視界を奪った隙に持ち物の食料を奪い取るとの別説も述べている。

## 野鉄砲にちなんだ作品
小説
- 京極夏彦『野鉄砲』（続巷説百物語に収録）